# ادوارد اورد
ادوارد آورد (انگلیسی: Edward Ord; زاده ۱۸ اکتبر ۱۸۱۸ – درگذشته ۲۲ ژوئیهٔ ۱۸۸۳) فرد نظامی اهل ایالات متحده آمریکا بود.